# 川勝亮太郎
川勝 亮太郎（かわかつ りょうたろう、1987年1月14日 - ）は、日本の男性声優、俳優、ナレーター。千葉県出身。以前はゆーりんプロに所属。

## 略歴
- よこざわけい子 声優・ナレータースクール12期生。
- 2009年10月現在、ナレーター、俳優としての活動が多い。

## 出演

### ナレーション
- 合田工務店（VP）
- サンワハウス（VP）
- ミュージック・パラダイス（テレビ埼玉）

### ラジオCM
- 新キャタピラー三菱~CATmini油圧ショベル~

### テレビアニメ
- プレイボール（佐野）
- プレイボール2nd（佐野）

### Webアニメ
- 金融戦隊ファイナンズ（テクニカルブルー、ヘルマネー軍団）

### ゲーム
- UNKNOWN SOLDIER 木馬の咆哮

### WEBドラマ
- レプリカブルーcode:7
- 神々のヴァーミリオン　イアン役

### 映画
- 監督・ばんざい!（北野武監督）
- 見上げれば…（松山潤之介監督）

### テレビ
- R30（TBS）
- 芸能界特別授業!私はこうして生き残りました!（TBS）
- 横浜ミストリー~野口英世と長浜検疫所~（YOUテレビ）

### VP
- 国際研修協力機構

### 司会
- 立教大学体育会応援団定期演奏会（2006年 - ）
- 東京都大学吹奏楽連盟合同演奏会（2007年）

### 舞台
- 火恋~卑弥呼~（2005年）
- 真・本能寺（2006年）
- NOBUNAGA（2006年）
- 神々のトロイヤ（2007年）
- 藤原一族の野望~かぐや姫~（2008年）
- 恋はルールが一番~声優ルーキーの巻~（2009年）